# Église protestante de Soultz-sous-Forêts
L'église protestante de Soultz-sous-Forêts est un monument historique situé à Soultz-sous-Forêts, dans le département français du Bas-Rhin.

## Localisation
Ce bâtiment est situé à Soultz-sous-Forêts.

## Historique
L'édifice fait l'objet d'une inscription au titre des monuments historiques depuis 1983.

## Architecture

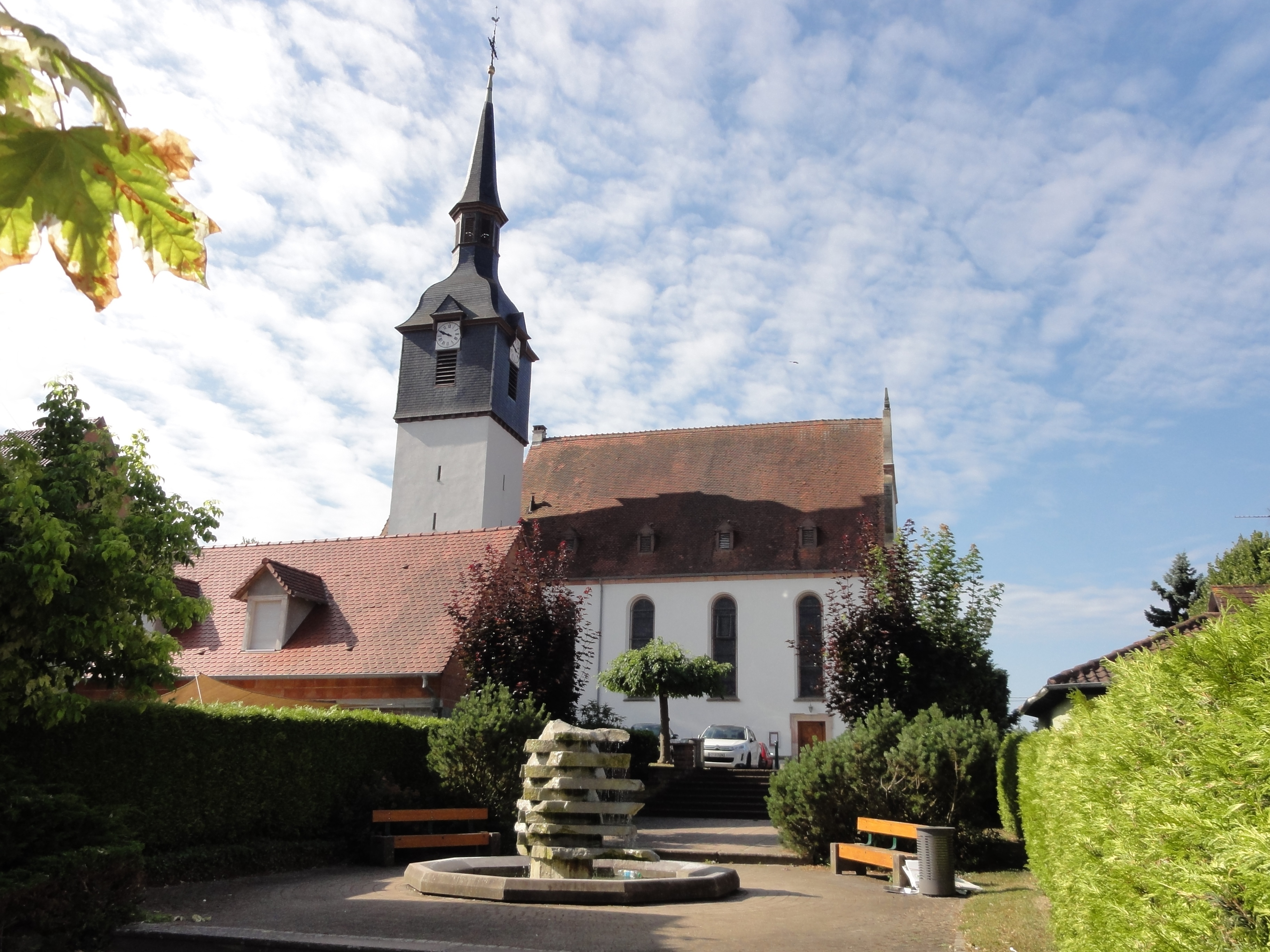
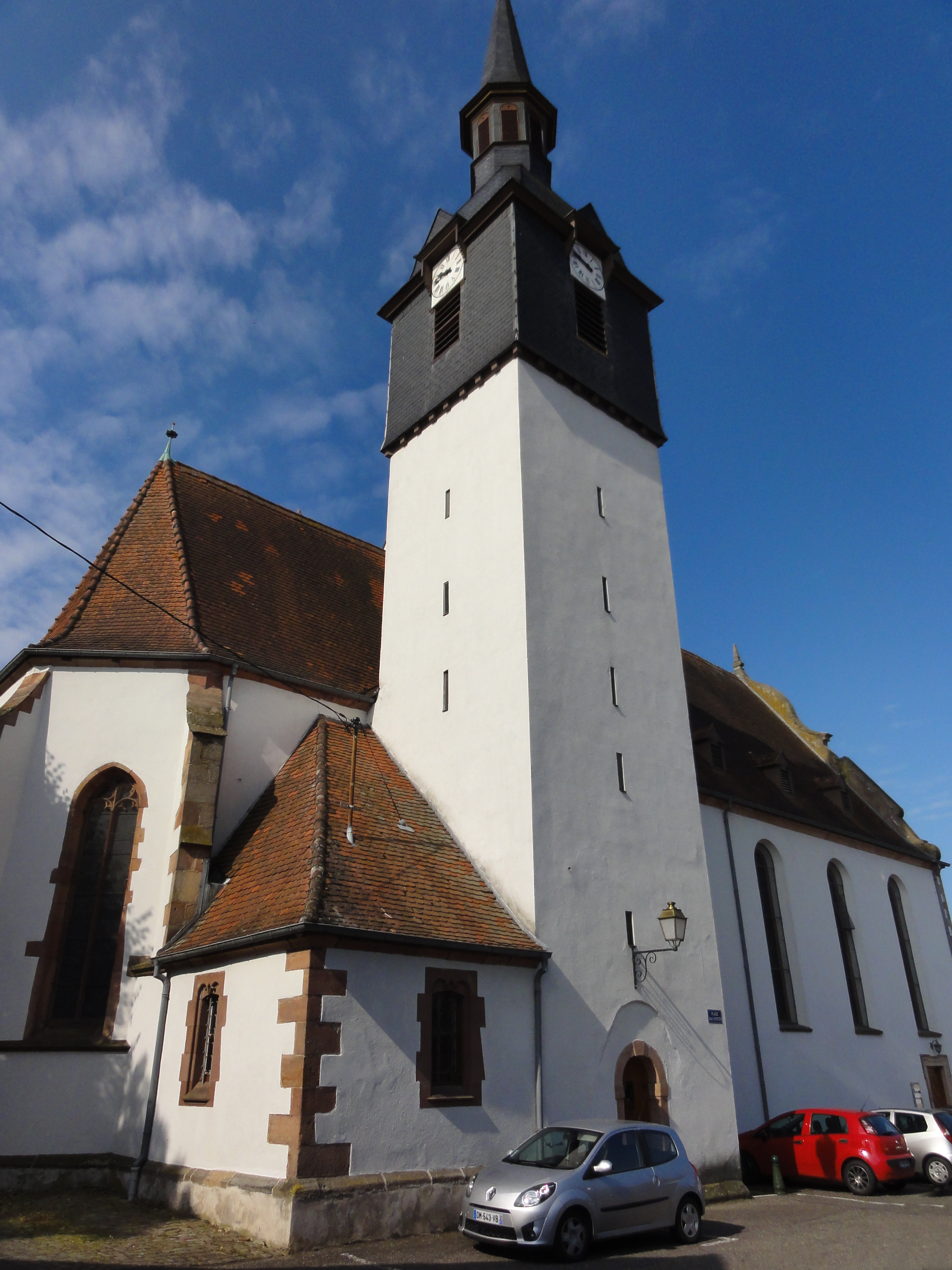
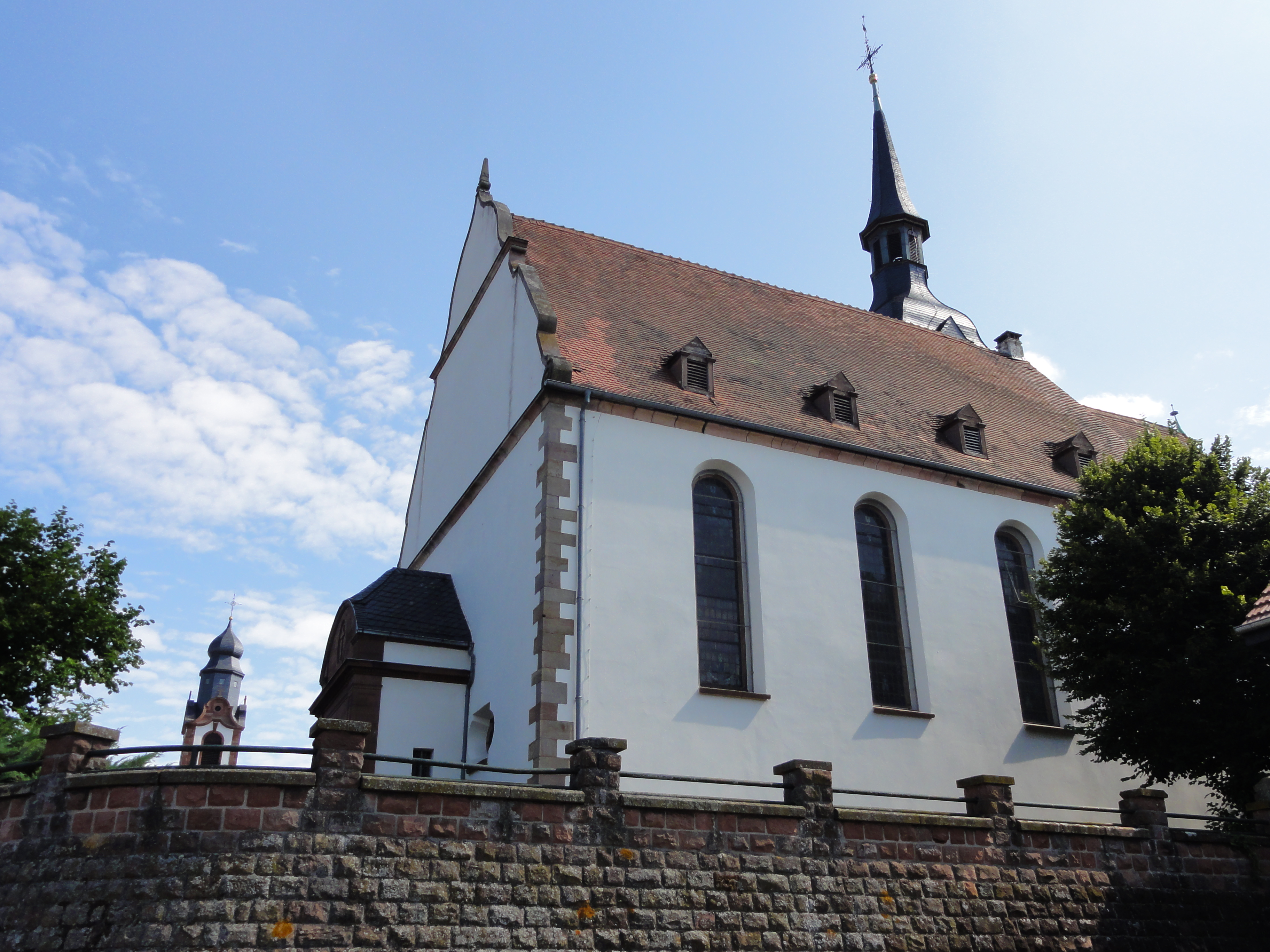